# 18 Dywizja Grenadierów Pancernych
18 Dywizja Grenadierów Pancernych (niem. 18. Panzergrenadier Division) – niemiecka dywizja grenadierów pancernych z okresu II wojny światowej, walczyła głównie przeciw Armii Czerwonej.

## Historia
Dywizja powstała 23 czerwca 1943 r. z 18 Dywizji Piechoty Zmotoryzowanej, którą wzmocniono 118. batalionem pancernym. Jesienią dywizja walczyła w ramach Grupy Armii Środek pod Smoleńskiem i nad Dnieprem. Została rozbita w lipcu 1944 r. w kotle pod Bobrujskiem i jej niedobitki przeniesiono na Śląsk.
Dywizję częściowo odbudowano w listopadzie i grudniu 1944 r. dołączając do niej 103. i 105. Brygady Pancerne. Walczyła później w Prusach Wschodnich i po morskiej ewakuacji pod Berlinem, gdzie przyłączono do niej resztki Dywizji Pancernej Holstein. Została zniszczona w czasie walk przeciw Armii Czerwonej o wzgórza Seelow.

## Dowódcy dywizji
- gen. por. Karl Zutawern (od 5 października 1943)
- gen. por. Kurt Jahn (od 14 kwietnia 1944)
- gen. por. Karl Zutawern (od 24 maja 1944 do 6 lipca 1944, gdy popełnił samobójstwo)
- gen. mjr Hans Bölsen (od 10 września 1944)
- gen. mjr Erwin Rauch (od 1 stycznia 1945)

## Struktura organizacyjna
Skład w 1943 roku:
- 118  batalion pancerny
- 30 pułk grenadierów pancernych
- 51 pułk grenadierów pancernych
- 18  zmotoryzowany pułk artylerii
- 118  pancerny batalion rozpoznawczy
- 118  zmotoryzowany batalion inżynieryjny
- 118  zmotoryzowany batalion łączności
- 118  batalion niszczycieli czołgów
- 18  dywizyjne oddziały zaopatrzeniowe

Skład w kwietniu 1945:
- 30 pułk grenadierów pancernych
- 51 pułk grenadierów pancernych
- 118 pułk pancerny
- 18 pułk pancerny